# Orinentomon
Orinentomon es un género de Protura en la familia Acerentomidae.

## Especies
- Orinentomon greenbergi (Nosek, 1980)
- Orinentomon sinensis Yin & Xie, 1993